# Vic De Wilde
Vic De Wilde (21 maart 2003) is een Belgisch basketballer.

## Carrière
De Wilde speelde in de jeugd van de Antwerp Giants en BC Oostende. De wilde ging in 2021 naar de Verenigde Staten om te spelen voor SPIRE Academy. In 2022 ging hij spelen voor Lamar CC Runnin' Lopes maar in maart 2023 al keerde hij terug naar België en tekende voor de rest van het seizoen bij Union Mons-Hainaut. Het volgende seizoen ging hij in de tweede klasse spelen voor Guco Lier. Na een seizoen kreeg hij op dubbele licentie zijn kans bij Kangoeroes Mechelen.

## Privéleven
De Wilde is familie van voormalig basketbalster Ann Wauters.

## Erelijst
- BNXT League-kampioen: 2025